# Campylorhamphus procurvoides
A Campylorhamphus procurvoides a madarak osztályának verébalakúak (Passeriformes) rendjébe, valamint a fazekasmadár-félék (Furnariidae) családjába tartozó faj.

## Rendszerezése
A fajt Frédéric de Lafresnaye francia ornitológus írta le 1850-ben, a Xiphorhynchus nembe  Xiphorhynchus pusillus néven, innen helyezték jelenlegi nemébe.

## Alfajai
- Campylorhamphus procurvoides multostriatus (E. Snethlage, 1907)
- Campylorhamphus procurvoides probatus Zimmer, 1934
- Campylorhamphus procurvoides procurvoides (Lafresnaye, 1850)
- Campylorhamphus procurvoides sanus Zimmer, 1934[2]

## Előfordulása
Brazília, Ecuador, Francia Guyana, Guyana, Kolumbia, Peru, Suriname és Venezuela területén honos. Természetes élőhelyi a szubtrópusi és trópusi  síkvidéki esőerdők.

## Megjelenése
Átlagos testhossza 25 centiméter, testtömege 30-40 gramm.

## Életmódja
Ízeltlábúakkal, különböző bogarakkal, százlábúakkal, hangyákkal, rovarokkal, és pókokkal táplálkozik.

## Természetvédelmi helyzete
Az elterjedési területe nagyon nagy, egyedszáma viszont csökken, de még ne éri el a kritikus szintet. A Természetvédelmi Világszövetség Vörös listáján nem fenyegetett fajként szerepel.

## Külső hivatkozások
- Képek az interneten a fajról
- Xeno-canto.org - a faj hangja és elterjedési területe